# Crotalaria unicaulis
Crotalaria unicaulis là một loài thực vật có hoa trong họ Đậu. Loài này được Bullock miêu tả khoa học đầu tiên.